# 白刃戰
白刃战是指步兵以格斗兵器进行短兵相接的战斗，尤其指使用步枪夾上刺刀的作戰。由於是短距離的徒手肉搏或刀刃對砍，無法用火器远距离对射，白刃战以其残酷及高死亡率而著名。在步枪发展的早期阶段，由于射速、精度与威力不足，在步枪用刺刀发明后，白刃战曾大行其道，也被认为是军队勇气的体现。俄国著名军事学家苏沃洛夫元帅就曾认为“子弹是一个疯狂的东西，只有刺刀是可靠的”。
二次大战时的日本陆军是最后一支推崇并大规模使用白刃战的现代军队。二战后，随着冲锋枪和自动步枪等高射速自动武器的发展，白刃战逐渐成为历史。但中華民國陸軍、中華民國海軍陸戰隊、英國陸軍、英國海軍陸戰隊、美國陸軍、美國海軍陸戰隊與中國人民解放軍陸軍等部分军队的训练大纲中仍保留了刺槍術的相关训练。

## 武器
主要是冷兵器，如匕首、刺刀、長刀、劍、戟、殳、槊、工兵铲等。